# Maria Albuleț
Maria Albuleț est une joueuse d'échecs roumaine née le 10 juin 1932 à Brăila et morte le 17 janvier 2005 à Ploiești. Elle était également connue sous le nom de Maria Pogorevici ou Albuleț-Pogorevici.

## Biographie et carrière
Maria Albuleț est née à Brăila en juin 1932. Elle obtint le titre de maître international féminin en 1957 et celui de grand maître international féminin à titre honoraire en 1985.
Elle remporta le championnat de Roumanie à trois reprises : en 1951 (sous le nom de Maria Albuleț), puis sous le nom de Maria Pogorevici en 1955 et 1956.
Maria Albuleț a représenté la Roumanie lors de la première olympiade d'échecs féminine en 1957, marquant 8,5 points sur 14 et remportant la médaille d'argent par équipe avec la Roumanie (elle jouait au premier échiquier).
Lors des cycles des championnats du monde féminins, elle remporta le tournoi zonal de Cracovie en février 1957 avec 8,5 points sur 12. Elle finit douzième ex æquo (parmi les quinze participantes) du tournoi des candidates disputé à Plovdiv en mai 1959.
Elle est la mère de la joueuse d'échecs Marína Makropoúlou née en décembre 1960.